# Электронщина
«Электро́нщина» — совместный студийный альбом ломоносовского электронного дуэта «Ёлочные игрушки» и исполнителя русского шансона Стаса Барецкого, выпущенный в октябре 2005 года при посредничестве лейблов Мегалайнер Рекордс и Шнур'ОК.

## Запись и оформление
По словам музыкального журналиста Бориса Барабанова, Сергей Шнуров (лидер группы «Ленинград» и глава мини-лейбла «Шнур`ОК») отказывался продавать лейблам альбом «Хлеб» (в котором присутствуют две песни Барецкого) без заключения контракта на выпуск также и «Электронщины».
11-песенный IDM-альбом был записан «Ёлочными игрушками» (Ильёй Юрьевичем Барамией и Александром Зайцевым) в гараже №21 города Ломоносов в 2005 году. Мастерингом занимался Сергей Муравьёв в студии «М Рекордс», Санкт-Петербург. Производством физических копий CD занималось ООО «РМГ Компани».
Оформлением занималась «Киберсекта», в числе работ которой «Психохирурги» (2004) и «Дикие Ёлочные Игрушки» (2006). На обложке «Электронщины» изображён контур лица Стаса Барецкого. На задней стороне диска изображено три силуэта: Зайцева, Барецкого и Барамии. Внутренее оформление включает изображения автомобиля, бутылок, книг, цветов.

## Релиз
Первый релиз, по разным данным, состоялся либо 13 октября, либо 26 октября 2005 года.
25 апреля 2019 года на интернет-площадках состоялся ре-релиз при посредничестве лейбла Cezis. Плейлист альбома пополнился тремя бонусными песнями: «Нинуха» (из сборника «Запрещённая Эстрада», 2005), «Мерин» (из альбома «Дикие ёлочные игрушки», 2006) и «Клуб», причём последний был записан без участия «Елочных игрушек».

## Приём

### Критика и анализ
Борис Барабанов в газете «Коммерсантъ» отметил, что Стаса «не упрекнёшь в оторванности от чаяний народа», а сам альбом охарактеризовал как «матерную "бытовуху", которую человек-гора Барецкий начитывает низким рыком на тонко аранжированную, но очень драйвовую электронную основу». Критик поставил релиз на одну полку с «Кровостоком». И подытожил свою рецензию: «Лирический герой Барецкого — человек, у которого "...жизнь прошлась по роже", который, "проходя огонь и трупы, потерял друзей и зубы". Кто видел — не забудет, автор этих строчек не слишком отличается от героя песен. Отсюда — парадоксальное ощущение "настоящего", рождающееся на стыке блатняка и рафинированной intelligent dance music».
Борис Акимов в журнале Rolling Stone писал: «Последствия эксперимента по скрещиванию шансона с электроникой. Лысый человек-гора Стас Барецкий рычит истории из дремучей утробной жизни социальных низов современной России, а «Ёлочные игрушки» плетут замысловатые IDM-узоры».
В 2021 году издание «Lenta.ru» назвало «Электронщину» «одной из самых странных русских пластинок нулевых» и описало её так: «Ревущий, утробный речитатив Барецкого впечатлял не меньше, чем его тексты, с почти обэриутской игривостью переключавшие внимание с ментов-вампиров и прочей криминальной нечисти на жаждущих любви Танюху с Валюхой и на режиссёра-новатора и печальные последствия его экспериментов в Большом театре».

### Статистика прослушиваний
К июню 2023 года альбом набрал более 17 тыс. прослушиваний на сервисе «Музыка ВКонтакте» и более 12,9 тыс. прослушиваний на сайте Last.fm.

## Список композиций
| №                   | Название             | Длительность |
| ------------------- | -------------------- | ------------ |
| 1.                  | «Фабрика»            | 5:15         |
| 2.                  | «Россия»             | 4:32         |
| 3.                  | «Мент-Вампир»        | 5:01         |
| 4.                  | «Джага-Джага»        | 2:26         |
| 5.                  | «Герой»              | 3:00         |
| 6.                  | «Культура»           | 2:23         |
| 7.                  | «Морячок»            | 3:55         |
| 8.                  | «Танюха с Валюхой 2» | 4:12         |
| 9.                  | «Вечер»              | 3:58         |
| 10.                 | «Свеча»              | 4:00         |
| 11.                 | «Осенние Краски»     | 2:47         |
| Общая длительность: | Общая длительность:  | 41:27        |

| №                   | Название            | Музыка              | Длительность |
| ------------------- | ------------------- | ------------------- | ------------ |
| 12.                 | «Нинуха (bonus)»    | «Ёлочные игрушки»   | 2:29         |
| 13.                 | «Мерин (Bonus)»     | «Ёлочные игрушки»   | 4:12         |
| 14.                 | «Клуб (Bonus)»      |                     | 3:17         |
| Общая длительность: | Общая длительность: | Общая длительность: | 51:25        |